# Homoeomma hirsutum
Homoeomma hirsutum is een spinnensoort in de taxonomische indeling van de vogelspinnen (Theraphosidae).
Het dier behoort tot het geslacht Homoeomma. De wetenschappelijke naam van de soort werd voor het eerst geldig gepubliceerd in 1935 door Cândido Firmino de Mello-Leitão.